# Kaunohnen
Kaunohnen, 1938 bis 1945: Marderfelde, litauisch Kaunonai, ist ein verlassener Ort im Rajon Krasnosnamensk der russischen Oblast Kaliningrad.
Die Ortsstelle befindet sich an der Regionalstraße 27A-012 (ex R 509) vom 13 Kilometer westsüdwestlich gelegenen Dobrowolsk (Pillkallen/Schloßberg) zum neun Kilometer östlich gelegenen Kutusowo (Schirwindt) nahe der Abzweigung der Kommunalstraße 27K-058, die in den sechs Kilometer südlich gelegenen Kasernenort Tretjakowo (Sodargen) führt. Sechs Kilometer westlich entfernt befindet sich die Siedlung Mirny.

## Geschichte

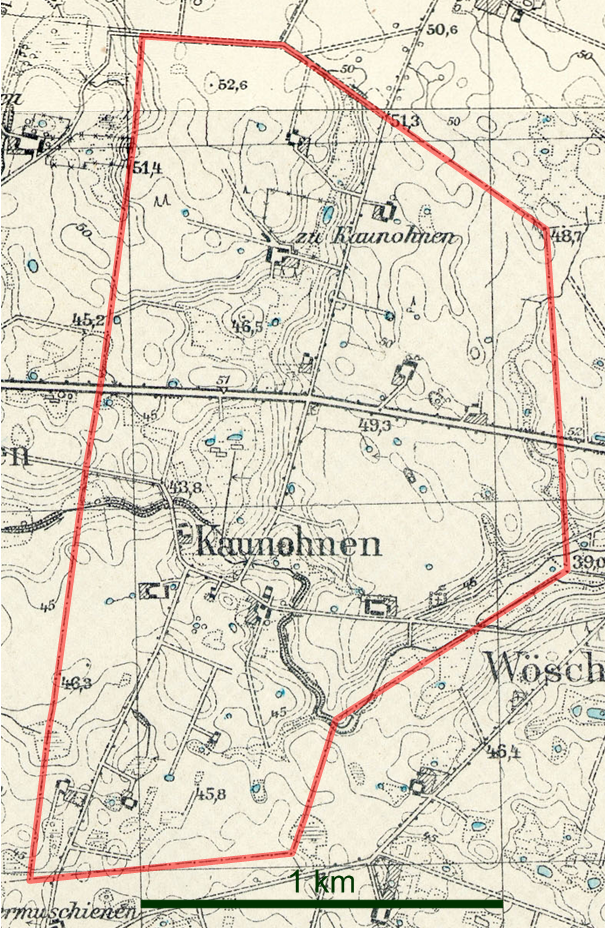
Die Gemeinde Kaunohnen auf einem Messtischblatt von 1937

Kaunonen war um 1780 ein königliches Bauerndorf. 1874 wurde die Landgemeinde Kaunohnen in den neu gebildeten Amtsbezirk Pieraggen im Kreis Pillkallen eingegliedert. 1938 wurde Kaunohnen in Marderfelde umbenannt. 1945 kam der Ort in Folge des Zweiten Weltkrieges mit dem nördlichen Ostpreußen zur Sowjetunion. Einen russischen Namen erhielt er nicht mehr.

### Einwohnerentwicklung
| Jahr | Einwohner |
| ---- | --------- |
| 1867 | 133       |
| 1871 | 120       |
| 1885 | 112       |
| 1905 | 127       |
| 1910 | 108       |
| 1933 | 101       |
| 1939 | 80        |

## Kirche
Kaunohnen/Marderfelde gehörte zum evangelischen Kirchspiel Schirwindt.